# Dybbøl
Dybbøl o Düppel (Danese: Slaget ved Dybbøl; Tedesco: Erstürmung der Düppeler Schanzen) è un villaggio di 2.457 abitanti (nel 2011) nel sud-ovest del comune di Sønderborg, Danimarca nella regione della Danimarca meridionale. È molto noto perché, il 18 aprile 1864, vi ebbe luogo la Battaglia di Dybbøl della Seconda guerra dello Schleswig. Seguì un assedio iniziato il 2 aprile e vide la decisiva vittoria della confederazione Tedesca sulla Danimarca.
È il luogo di nascita di Jens Jensen, un architetto americano-danese.

## Galleria d'immagini

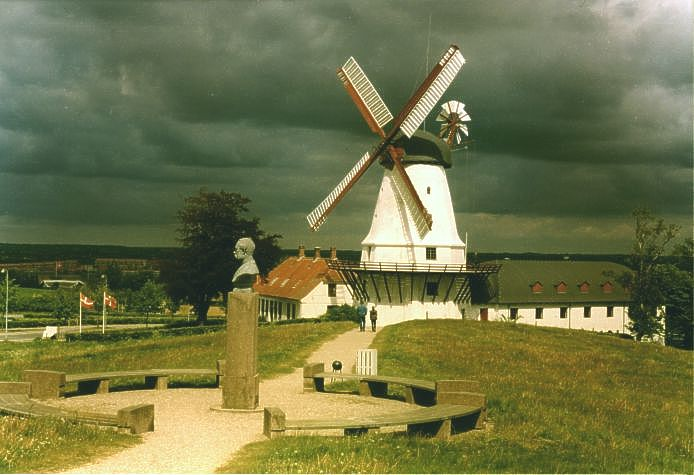
Mulino di Dybbøl.
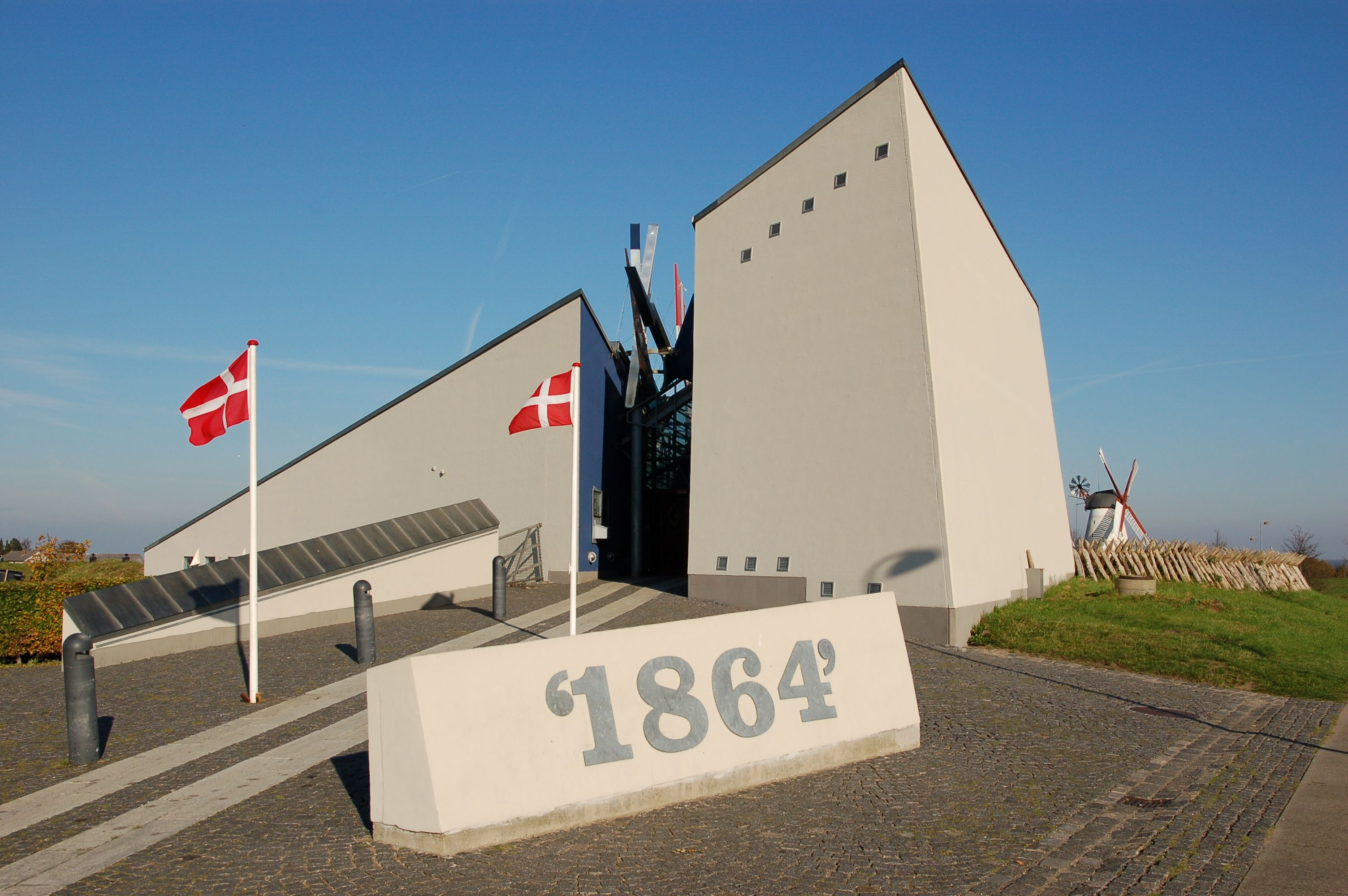
Memoriale.
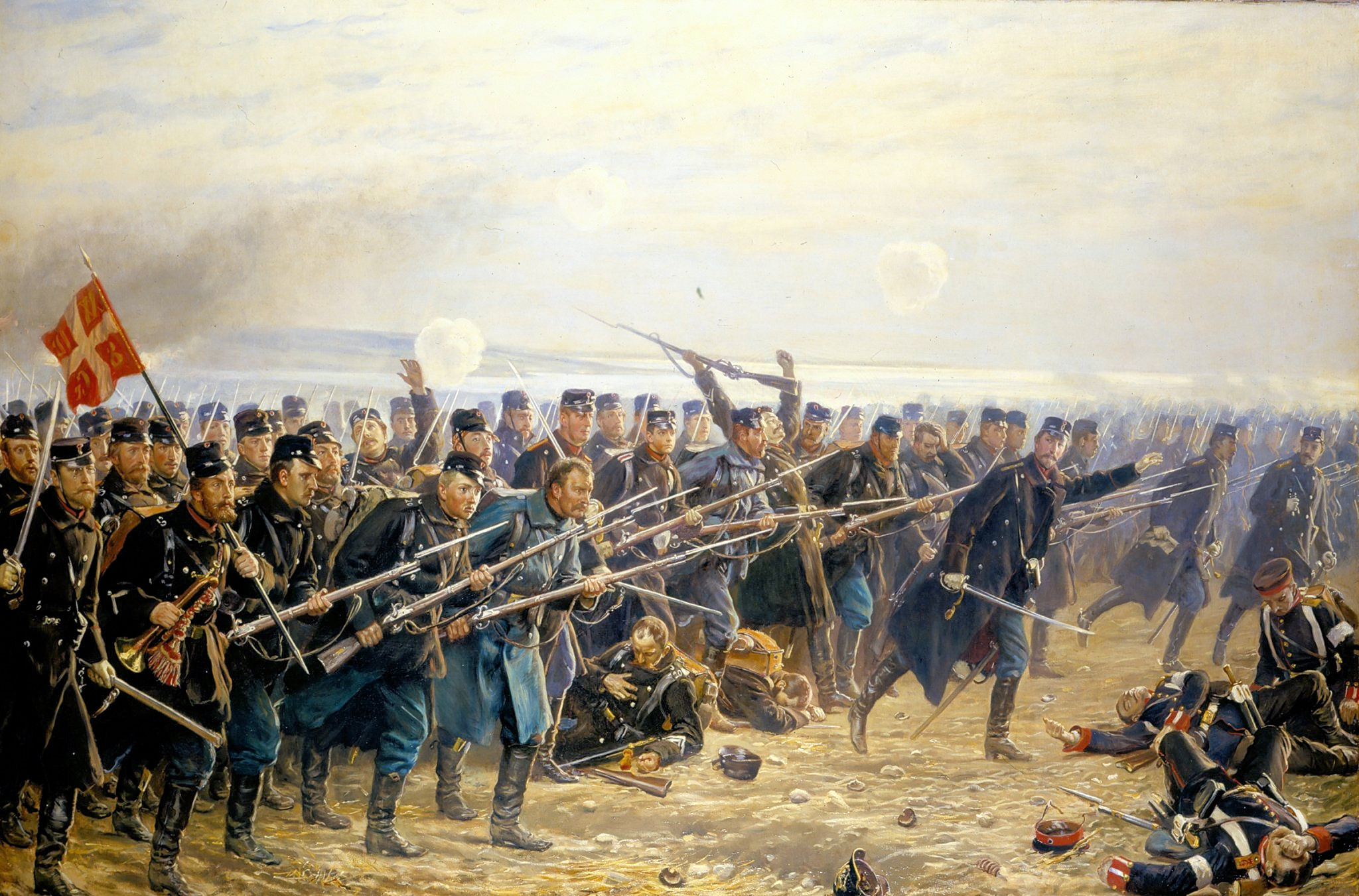
Attacco dell'8ª brigata a Dybbøl 1864.
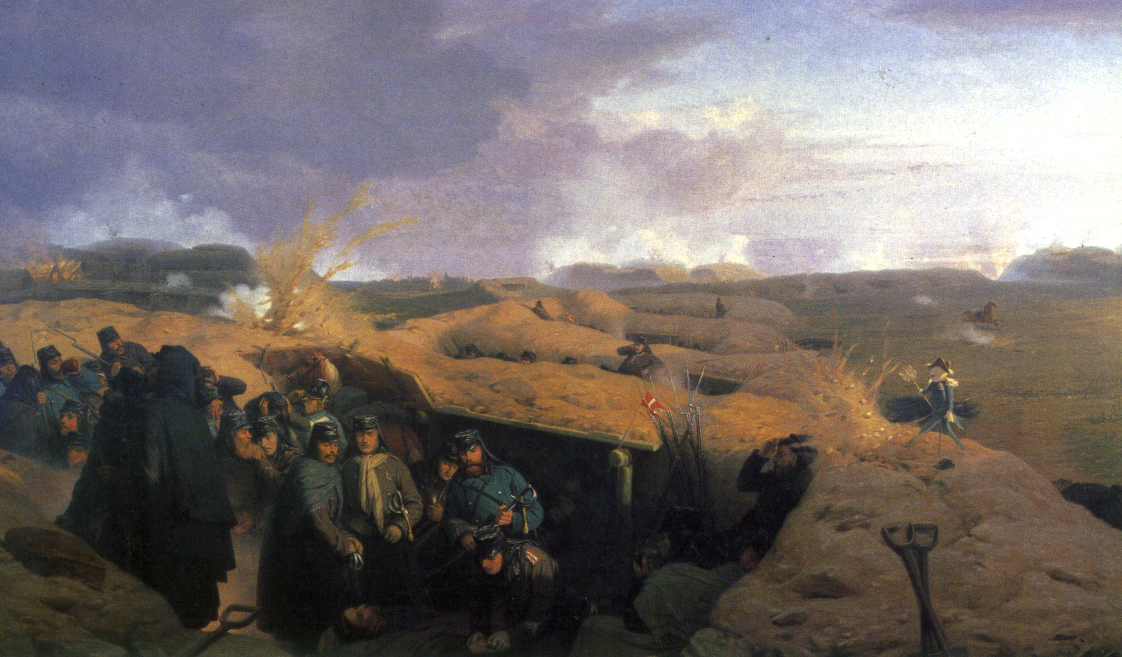
La battaglia di Dybbøl.
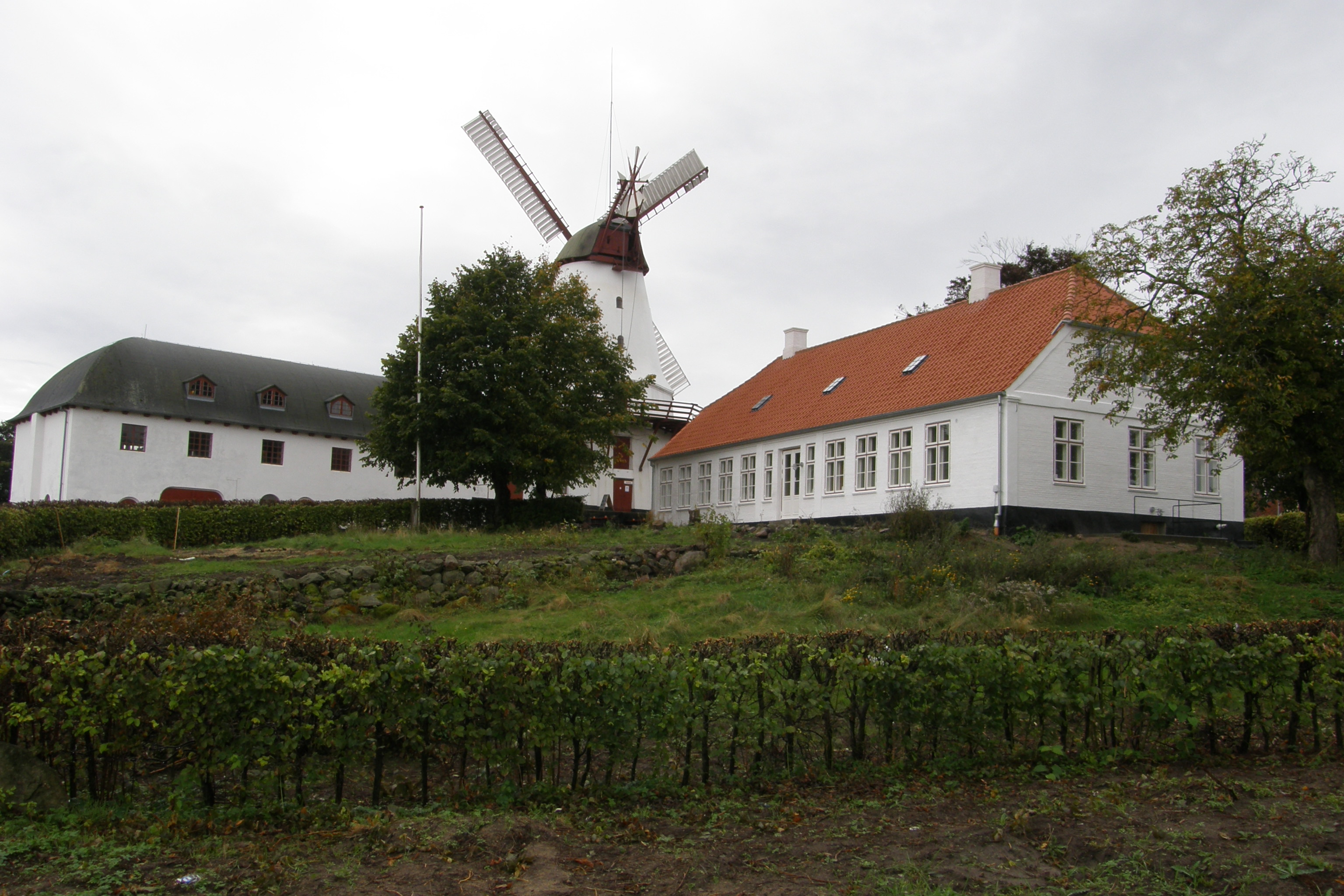
Il Mulino Dybbøl è un monumento nazionale all'ultima guerra dello Schleswig nel 1864.